# Ficus trichocerasa
Ficus trichocerasa là một loài thực vật có hoa trong họ Moraceae. Loài này được Diels mô tả khoa học đầu tiên năm 1935.